# Gare de Saint-Médard-sur-Ille
Pour les articles homonymes, voir Gare de Saint-Médard.
La gare de Saint-Médard-sur-Ille est une gare ferroviaire française de la ligne de Rennes à Saint-Malo-St-Servan, située sur la commune de Saint-Médard-sur-Ille, dans le département d'Ille-et-Vilaine en région Bretagne.
Saint-Médard-sur-Ille est une halte de la Société nationale des chemins de fer français (SNCF), elle est desservie par des trains express régionaux TER Bretagne.

## Situation ferroviaire
La gare de Saint-Médard-sur-Ille est située au point kilométrique (PK) 398,007 (à 59 m d'altitude) de la ligne de Rennes à Saint-Malo-Saint-Servan, entre la gare de Saint-Germain-sur-Ille et la gare de Montreuil-sur-Ille. 

## Histoire
La gare est mise en service en 1882[réf. nécessaire].
Plusieurs accidents sont survenus sur le passage à niveau — de type SAL 2 — (PN no 11) jouxtant la gare, dont la configuration est particulière : situé sur un tronçon sinueux de l'étroite route départementale 106 (dont le trafic journalier est de 1 500 véhicules dont 10 % de poids lourds), dans une courbe (dont le rayon est de 758 mètres) de la ligne Rennes – Saint-Malo, sa visibilité est donc réduite et il est en dos d'âne. Certaines collisions ont été mortelles, notamment le 12 octobre 2011 : le TER no 854355 (assuré par la rame B 82603/4) a percuté un camion, tuant trois passagers du train et occasionnant d'importants dégâts matériels ; la circulation sur la ligne a été interrompue durant 16 jours.
En 2007, un évènement similaire s'était produit, sans faire de morts.
Ledit passage à niveau va faire l'objet d'une fermeture totale, le transfert du trafic routier sur le PN de Montreuil-sur-Ille (qui serait amélioré) proposé dans un premier temps par le préfet, n'apportant pas de satisfaction (car obligeant les usagers à un détour de huit kilomètres), la construction d'un viaduc de 240 mètres de long à l'ouest du bourg a été décidé en janvier 2016 pour une mise en service prévue en 2020. En lieu et place du PN no 11, un ouvrage piétonnier de franchissement des voies (passerelle ou passage souterrain) sera construit.

## Fréquentation
De 2015 à 2023, selon les estimations de la SNCF, la fréquentation annuelle de la gare s'élève aux nombres indiqués dans le tableau ci-dessous.
| Année     | 2015   | 2016   | 2017   | 2018   | 2019   | 2020   | 2021   | 2022   | 2023   |
| --------- | ------ | ------ | ------ | ------ | ------ | ------ | ------ | ------ | ------ |
| Voyageurs | 46 537 | 43 871 | 43 477 | 33 338 | 38 691 | 32 013 | 35 674 | 47 117 | 52 387 |

## Service des voyageurs

### Accueil
Halte SNCF c'est un point d'arrêt non géré (PANG), équipé d'abris sur deux quais latéraux encadrant deux voies. Le changement de quai se fait par un passage à niveau à l'extrémité sud. Un parking pour les véhicules est aménagé.

### Desserte
Saint-Médard-sur-Ille est desservie par des trains TER Bretagne de la ligne no 07, circulant entre Rennes et Montreuil-sur-Ille.